# Phongchana Kongkirit
Phongchana Kongkirit (thailändisch พงษ์ชนะ กองกิริต; * 10. August 1998 in Ubon Ratchathani), auch als Fair bekannt, ist ein thailändischer Fußballspieler.

## Karriere
Phongchana Kongkirit erlernte das Fußballspielen in der Jugendmannschaft des Erstligisten Buriram United in Buriram. Hier unterschrieb er 2018 auch seinen ersten Profivertrag. Mit dem Verein wurde er 2018 thailändischer Meister und stand im Finale des Thai FA Cup und des Thai League Cup. 2019 wurde er mit dem Club Vizemeister. 2020 wurde er an den in der Thai League 3 spielenden Ubon Ratchathani FC nach Ubon Ratchathani ausgeliehen. Im Anschluss erfolgte eine Ausleihe zum ebenfalls in der dritten Liga spielenden Angthong FC. Für den Klub aus Angthong bestritt er 16 Drittligaspiele. Im Juli 2021 wechselte er zum Drittligisten Songkhla FC. Mit dem Verein aus Songkhla spielte er in der Southern Region der Liga. Am Ende der Saison feierte er mit dem Verein die Meisterschaft der Region. In den Aufstiegsspielen konnte man sich jedoch nicht durchsetzen. Nach zwei Spielzeiten unterschrieb er im Sommer 2023 einen Vertrag bei dem in der Western Region spielenden Angthong FC. Am Ende der Saison 2023/24 wurde er mit dem KLub Vizemeister der Region. In den Aufstiegsspielen zur zweiten Liga konnte man sich jedoch nicht durchsetzen. Nach insgesamt 30 Ligaspielen wechselte er nach der Hinrunde im Januar 2025 zu dem in der North/Eastern Region spielenden Ubon Kruanapat FC.

## Erfolge
Buriram United
- Thailändischer Meister: 2018
- Thailändischer Pokalfinalist: 2018
- Thailändischer Ligapokalfinalist: 2019

Songkhla FC
- Thai League 3 – South: 2022/23